# 娘 (电视剧)
《娘》是2009年拍摄的一部亲情题材的电视剧，由斯琴高娃、宋春丽、刘琳等主演。 2009年9月在广州拍毕，2010年12月17日在湖北综合频道首播，2011年2月25日在北京举办开播发布会，并录制首映礼，3月4日在安徽卫视、辽宁卫视、广东卫视与河南卫视的相同时段上星播出。“娘”由斯琴高娃来扮演，全剧表现了母爱和战争时代的艰苦环境。 

## 演员阵容
- 斯琴高娃 饰 母親
- 宋春丽 饰 孟　氏
- 刘　佳 饰 程天瞳
- 杜　源 饰 陈国贤
- 徐秀林 饰 栓子娘
- 刘　琳 饰 灵　芝
- 刘敏涛 饰 穗　儿
- 王伟光 饰 栓　子
- 苏　丽 饰 陈雨
- 顾　艳 饰 王　嫂
- 于晓光 饰 满　仓
- 孙　铁 饰 大　奎

## 制作
- 制片人：高　库
- 导演/编剧：曲丽君
- 发行人：孙鸣鸣、樊咏娟
- 出品单位：
  - 广东南方广播影视传媒集团
  - 大连神舟影视文化传媒有限公司
  - 北京华盛金榜国际传媒有限公司
  - 广东雅信文化传播公司

## 相關
- 小戏骨：娘